# 조합론적 게임 이론
조합론적 게임 이론(영어: Combinatorial game theory)은 수학 및 컴퓨터 과학의 한 분야로, 각 참여자가 완전 정보를 가지고 순차적으로 수를 두어가는 게임을 주로 연구하는 학문이다. 그러한 게임의 대표적 예시에는 체스, 바둑, 장기와 같은 추상전략 게임이 포함된다. 한편 예를 들어 우연에 의존하거나 상대방의 패를 볼 수 없는 카드게임은 조합론적 게임 이론에 포함되지 않는다.
조합론적 게임 이론에는 참여자가 한명뿐이거나 생명 게임과 같이 참여자가 없는 세포 자동자에 대해서도 다룬다. 이러한 게임의 진행은 게임 트리로 나타낼 수 있다.
이런 게임의 가능한 수를 분석하여 게임을 해결하는 것도 가능하다. 게임을 해결하는 것에는 여러 단계가 있다.

## 같이 보기
- 알파-베타 가지치기
- 엔드게임 테이블베이스
- 전개형 게임
- 게임 복잡도
- 다중 에이전트 시스템